# Paul Polis
Pour les articles homonymes, voir Polis (homonymie).
 (janvier 2020).
Paul Polis, né à Grivegnée le 10 mai 1914 et mort à Liège le 8 décembre 2005, est un architecte belge

## Biographie
Paul Polis est diplômé de l'École Saint-Luc en 1936 alors qu'il est âgé de 22 ans. Il étudie également par la suite le « dessin d'après relief ». La plupart de ses architectures sont réalisées principalement après la Seconde Guerre mondiale. En effet, à cause de cette dernière, sa carrière est mise en suspens. Il va faire son service militaire où il peut participer, grâce à son diplôme, à certaines constructions dédies à l'armée.
Ses deux frères sont également impliqués dans ce domaine. En effet, ceux-ci sont respectivement entrepreneur et directeur de travaux. Son père est lui aussi entrepreneur. Paul Polis va, par le biais de l'entreprise de son père, en apprendre beaucoup sur le métier. Le B.E.T (Bureau d'Études Techniques), est dirigé par le père de l'architecte.
Paul Polis consacre sa carrière de trente-cinq années, à des édifices résidentiels. Près de cinq cent cinquante constructions seront réalisées. Ses réalisations se situent essentiellement à Grivegnée. La ville aborde des maisons mitoyennes clairement identifiables comme témoignage de son passage. Certaines rues se composent de plusieurs dizaines de maisons dessinées par lui. Elle comprend près de trois-cent réalisations de Polis.
L'architecte tente de répondre au mieux aux besoins de la classe moyenne. Il intègre dans chaque projet des techniques qui répondent aux normes en vigueur.
Paul Polis ne semble pas s'affilier à un monde architectural même si ces réalisations semblent être dessinées de la même manière tout en y apportant certaines subtilités.
Sa carrière se concentre de 1928 à 1975. Durant cette période, il va travailler pour son père sur des
chantiers.

## Réalisations

### Grivegnée
Paul Polis participe à la réalisation de beaucoup de maisons pour la ville de Grivegnée. À travers la liste ci-dessous, on[Qui ?] peut constater que les rues qui comportent le plus de ses réalisations sont : l'avenue Sluysmans, l'avenue Reine Astrid, l'avenue de la Grande Rôtisse, la rue des Pâturages et la rue de Cracovie. La plupart de ces œuvres sont exécutées suivant des schémas récurrents. Les maisons intègrent des innovations. Les façades de Paul Polis sont reconnaissables par certains éléments récurrents. Elles présentent souvent des briques en parement où la masse prime.
L'architecte utilise ce qu'il appelle la « brique spéciale jaune ». C'est dès la fin des années 1940 que son utilisation devient fréquente. 

#### Liste des bâtiments
- 1937 : maison rue Pierre Curle : 24
- 1937-1966 : maisons avenue Reine Astrid : 12, 14, 19, 17, 27, 43, 45, 75, 94, 96, 124, 151
- 1938-1969 : maisons avenue Sluysmans : 4, 29, 31, 39, 41, 44, 45, 51, 53, 86, 102, 103, 105, 106, 107, 109, 112, 113, 114, 116, 118, 124, 125, 131, 133, 152, 154, 164, 166, 174, 176, 185, 186, 188, 190, 192
- 1946-1955 : maisons rue des Semalles : 2, 4, 26, 28, 30, 35, 37, 45, 47, 49, 55
- 1950 : maisons rue Belleflamme : 52, 54, 56, 58, 60, 67, 75
- 1950 : maison rue de ma campagne : 52
- 1950-1972 : Maisons avenue de la Grande Rotisse : 17, 19, 21, 23, 26, 27, 28, 29, 30, 31, 32, 33, 42, 50, 52, 71 (Les façades de ces maisons ont un appareillage souvent fait de brique et de pierre. Les fenêtres en bandeaux sont également des éléments présents.)
- 1950-1974 : Maisons avenue de l'Agriculture, du numéro 48, 70, 79, 93, 111, 114 et 121
- 1951 : Maisons rue du Tombay : 58, 82
- 1952 : Maison rue Celestin Demblon : 10
- 1952-1961 : maisons rue Henri Orban : 19, 73, 71
- 1953 : maison et bureau de l'architecture avenue des Coteaux : 138, 142, 146, 148, 160, 164, 166, 175
- 1953 : maisons rue Jules Claskin : 9, 99
- 1953 : maisons rue Jules Cralle : 338
- 1953-1968 : maisons rue des Pâturages : 1, 3, 4, 6, 7, 8, 9, 10, 15, 16, 21, 24, 28, 32, 34 (La brique jaune colorée est très présente en façade des maisons de la rue des Pâturages. L'œil-de bœuf qui est une baie de forme ovale ou circulaire est un élément caractéristique de l'architecture de Paul Polis.)
- 1954 : maisons rue des Moissons : 3, 4, 6, 14, 16, 35, 39, 45, 47
- 1954 : maison rue des Puddleurs : 18
- 1955 : Maisons rue Henri Pirenne : 3, 5, 9, 16, 18, 19, 27, 32, 38, 42, 44, 46
- 1956-1966 : maison avenue de la Paix : 26, 38, 51, 53
- 1957-1962 : maisons avenues de l'Industrie : 7, 17, 76, 91, 107, 109, 111, 112
- 1957-1963 : maisons rue de Cracovie : 44, 52, 54, 60, 61, 62, 68, 95, 97, 106, 108, 109, 116, 117, 124, 148
- 1958-1964 : maisons avenue Jean Hans : 16, 24, 34, 38, 40, 42, 44, 50, 52, 58
- 1960-1964 : Maisons rue Fernand Tilquin : 14, 22, 42
- 1964 : rénovation rue de la forge : 34
- 1964-1965 : maison rue Gilbert Blosqueret : 1, 10, 20
- 1967-1969 : maisons rue Joseph Lemaire : 2, 6, 9, 12, 18
- 1970 : rénovation maison rue des Pâturages
- 1974 : maison rue Nicolas Spiroux : 199
- Dates inconnues :
  - Maisons rue Belvaux : 127, 129, 173
  - Maisons rue César de Paepe : 14, 16, 31, 33, 37
  - Maisons Clos Fleuri : 2, 3, 4, 5, 6, 14
  - Maisons avenue de la Cockerie : 8, 10,
  - Maisons Waide des Dames : 31
  - Maisons rue Fraischamps : 25, 27, 36, 82
  - Maisons rue de Grivegnée : 17, 47, 49
  - Maison avenue de Péville : 34
  - Maisons avenue Albert Ier : 102, 106, 108, 110

### Autres œuvres
Paul Polis va également participer à la construction du logement social René Demoitelle, réalisé en collaboration avec un homologue[Qui ?]. Il va aussi contribuer à l'Exposition de 1958 à Bruxelles. En plus de s’intéresser à la construction de maisons mitoyennes, il va construire des villas sur les
hauteurs de la ville de Liège, notamment à Esneux ou Tilff.

### Période d'avant-guerre
La production d'avant-guerre est caractérisée par l'utilisation systématique de la brique. Les premiers étages des maisons présentent souvent de copieuses baies .

### Période d'après-guerre
La période d'après-guerre dans la carrière de Paul Polis présente l'utilisation d'éléments identiques. Les appareillages sont tout de même plus variés. Les baies sont très généreuses et l'intégration de l'œil-de-bœuf deviennent sa signature. Paul Polis cherche dans chacune de ses réalisations, surtout dans le dessin des façades, l'équilibre et l'ordonnancement. 